# Xestia costaestriga
Xestia costaestriga là một loài bướm đêm trong họ Noctuidae.